# Hanspeter Bennwitz
Hanspeter Bennwitz (* 4. Mai 1930 in Dresden; † 20. Mai 2022 in Mainz) war ein deutscher Musikwissenschaftler.

## Leben
Nach Schulbesuch in Dresden, Oberstdorf und Garmisch-Partenkirchen studierte er ab 1951 in Freiburg im Breisgau Musikwissenschaft bei Wilibald Gurlitt sowie deutsche Literaturgeschichte bei Walther Rehm und Urheber- und Verlagsrecht. Er war 1955 bis 1961 Assistent am Musikwissenschaftlichen Seminar in Freiburg, Mitarbeiter am Personenteil der 12. Auflage des Riemann Musiklexikons und wurde 1961 mit einer Arbeit über die Donaueschinger Musiktage promoviert.
Bis 1966 arbeitete er als Lexikograph und Herausgeber für Verlage, ging dann in die Wissenschaftsförderung zur Volkswagenstiftung in Hannover und war bis 1977 als koordinierender Referent u. a. verantwortlich für die Entwicklung und Durchführung der Förderungsprogramme zur Bildungsforschung. 1977 bis 1994 verantwortete er bei der Akademie der Wissenschaften und der Literatur in Mainz Aufbau, Koordinierung und – nach der Vereinigung 1990 – Erweiterung des Akademieschwerpunkts Musikeditionen (darunter die Gesamtausgaben der Werke von Bach, Brahms, Gluck, Händel, Haydn, Mendelssohn, Mozart, Schönberg, Schubert, Schumann, Wagner und Weber). Er konzipierte die Mainzer Konzertreihe Musik im Landtag, die er bis 1994 betreute, sowie im Kontext der Vereinigung das länderübergreifende Programm Musiklandschaft Mitteldeutschland, war 1979 Gründungs- und bis 1992 Vorstandsmitglied des Landesmusikrats Rheinland-Pfalz und 1989–2001 Schatzmeister und Vorstandsmitglied der Gesellschaft für Musikforschung. Daneben engagierte er sich ehrenamtlich in Bürgerrechtsorganisationen und in verschiedenen Funktionen in der SPD wie in öffentlichen Wahl- und Ehrenämtern.

## Auszeichnungen
- 1991: Goldene Mozartnadel und 1996 Silberne Mozartmedaille durch die Internationale Stiftung Mozarteum Salzburg
- 2004: Bundesverdienstkreuz am Bande
- 2007: Ehrenmitglied der Gesellschaft für Musikforschung[2]
- 2010: Gutenberg-Statuette der Akademie der Wissenschaften und der Literatur Mainz[3]

## Schriften
- Die Donaueschinger Kammermusiktage von 1921–1926. Dissertation Freiburg i.Br. 1961.
- Kleines Musiklexikon. Francke, Bern-München 1963.
- Interpretenlexikon der Instrumentalmusik. Francke, Bern/München 1964.
- Deutsches Theater-Lexikon. Biographisches und bibliographisches Handbuch von Wilhelm Kosch. Lieferung 20 und 21, Francke, Bern-München 1966 und 1971.
- mit Franz Emanuel Wienert (Hrsg.): CIEL. Ein Förderprogramm zur Elementarerziehung und seine wissenschaftlichen Voraussetzungen. Vandenhoeck, Göttingen 1973, ISBN 3-525-85352-1.
- mit Georg Feder, Ludwig Finscher und Wolfgang Rehm (Hrsg.): Musikalisches Erbe und Gegenwart. Musikergesamtausgaben in der Bundesrepublik Deutschland. Bärenreiter, Kassel/Basel 1975, ISBN 3-7618-0521-7.
- Gründungsgeschichten. Ein fiktives Tagebuch. In: Festschrift 10 Jahre Gesamtschule in Mainz. Von der Bürgerinitiative zum Förderverein. Mainz 1989.
- mit Gabriele Buschmeier (Hrsg.): Christoph Willibald Gluck: Ezio (Prager Fassung von 1750). Sämtliche Werke. III/14, Bärenreiter, Kassel 1990.
- mit Gabriele Buschmeier, Georg Feder, Klaus Hofmann, Wolfgang Plath (Hrsg.): Opera Incerta. Echtheitsfragen als Problem musikwissenschaftlicher Gesamtausgaben. Steiner, Stuttgart 1991, ISBN 3-515-05996-2.
- Gabriele Buschmeier, Albrecht Riethmüller (Hrsg.): Komponistenbriefe des 19. Jahrhunderts. Steiner, Stuttgart 1997, ISBN 3-515-07138-5